# Konzerthausorchester Berlin
La Konzerthausorchester Berlin (chiamata Berliner Sinfonie-Orchester/BSO fino a luglio 2006) è una delle maggiori orchestre sinfoniche di Berlino.

## Storia
Come predecessore della Konzerthausorchester Berlin, la Berliner Sinfonie-Orchester (Orchestra Sinfonica di Berlino) fu fondata nel 1925 e proviene dalla Blüthner-Orchester. Oskar Fried fu il suo capo fino a quando non fu costretto ad emigrare nel 1934. Nel 1952 l'orchestra fu ristabilita come istituzione municipale a Berlino Est e ottenne riconoscimento internazionale sotto Kurt Sanderling, direttore principale dal 1960 al 1977. Numerosi musicisti famosi, incluso il violinista David Ojstrach e il pianista Ėmil' Gilel's, apparivano regolarmente come solisti. L'orchestra, che a quel tempo era ancora chiamata Berliner Sinfonie-Orchester (BSO), come il suo predecessore di prima della guerra, si spostò in diversi luoghi nella parte orientale della città. Ciononostante Kurt Sanderling riuscì a creare un vasto pubblico di riferimento per la sua fortunata serie di abbonamenti. I punti focali includevano la musica di Gustav Mahler e Dmitrij Šostakovič, le cui opere la BSO eseguì spesso in anteprima in Germania.
Günter Herbig fu nominato direttore principale nel 1977. Claus Peter Flor divenne capo nel 1984 e l'orchestra si trasferì infine nella sua sede, la Schauspielhaus sulla Gendarmenmarkt. Il monumentale edificio dell'architetto Karl Friedrich Schinkel fu trasformato in una sala da concerto. Da qui i musicisti organizzano numerose tournée come ospiti in tutto il mondo. Durante l'incarico del direttore principale danese Michael Schønwandt (1992 - 1998) la BSO divenne ufficialmente Hausorchester am Konzerthaus Berlin. Sotto il suo successore Eliahu Inbal l'orchestra completò una tournée di successo in Giappone con 15 concerti in 13 città e tournée in Spagna, Cina e Corea.
Sotto la guida del direttore principale Lothar Zagrosek la Berliner Sinfonie-Orchester fu ribattezzata Konzerthausorchester Berlin nel 2006, dimostrando quanto sia strettamente connessa con la sua sede. Il direttore d'orchestra principale dal 2012 al 2018 è stato l'ungherese Iván Fischer, da allora strettamente collegato all'orchestra come direttore onorario. Con la stagione 2019/20 Christoph Eschenbach assumerà la posizione di direttore principale. Dalla stagione 2017/18 Juraj Valčuha è stato il direttore ospite principale.
Kurt Sanderling, che è morto il 18 settembre 2011, è un direttore onorario e membro onorario della Konzerthausorchester. Anche Michael Gielen e Eliahu Inbal sono stati nominati membri onorari.
La Konzerthausorchester di Berlino, con oltre 13.000 abbonati, è un gruppo con uno dei più grandi pubblici regolari in Germania. In più di 100 concerti a stagione entusiasma il pubblico nella sala da concerto di Gendarmenmarkt con opere che vanno da Monteverdi a Lachenmann. Musicisti altamente dotati di giovani orchestre vengono formati alla Kurt Sanderling Academy, fondata nel 2010.
Negli ultimi anni la Konzerthaus Orchestra ha affinato il suo profilo sotto un obiettivo chiave: portare la musica alla gente. A tal fine i musicisti sono coinvolti in nuovi tipi di spettacolo, come ad esempio il Mozart Matinee con l'assistenzamusicale all'infanzia, il "Mittendrin" (Proprio nel mezzo) con entusiasmo, in cui il pubblico siede accanto a orchestrali nel bel mezzo del concerto e le clip #klangberlins, che sono state cliccate e condivise milioni di volte nei canali dei social media. Per questo approccio la Konzerthausorchester Berlin è stata premiata con il primo premio della Deutsche Orchester-Stiftung "Orchestra più innovativa" nel 2017. Secondo la giuria il premio è andato a "un'orchestra (...), che definisce fortemente se stessa attraverso il suo collegamento con la sua città natale, Berlino. I musicisti vogliono essere l'orchestra per tutti i berlinesi e consentire diversi approcci alla musica classica, nonché una grande partecipazione culturale".

## Direttori principali

Joana Mallwitz 2023

- Hermann Hildebrandt (1952–1959)
- Kurt Sanderling (1960–1977)
- Günther Herbig (1977–1983)
- Claus Peter Flor (1984–1991)
- Michael Schønwandt (1992–1998)
- Eliahu Inbal (2001–2006)
- Lothar Zagrosek (2006–2011)
- Iván Fischer (2012–2018)
- Christoph Eschenbach (2019-2023)
- Joana Mallwitz dal 2023

## #klangberlins/ #soundofberlin

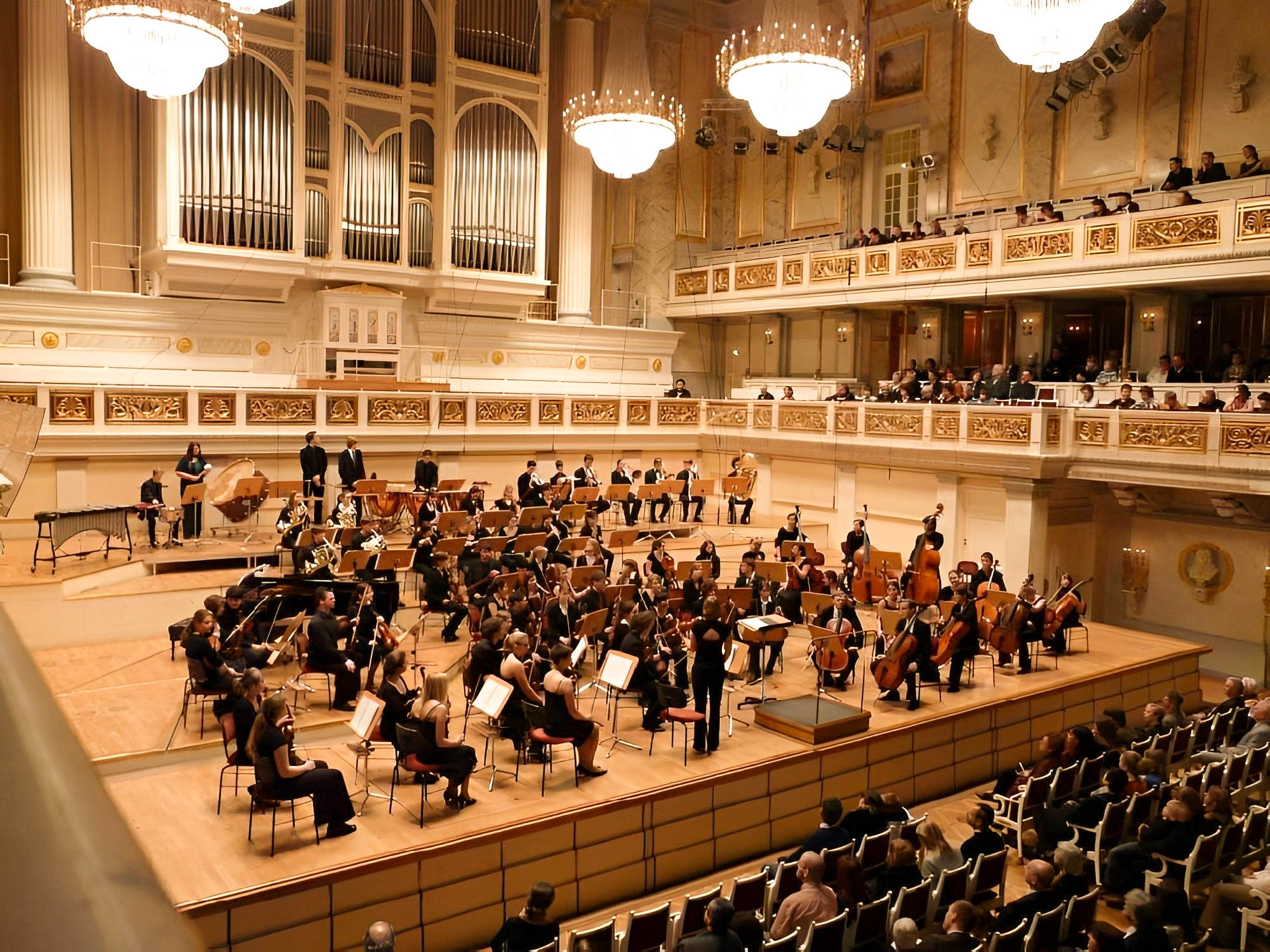
Konzerthausorchester 2008

Con l'hashtag #klangberlins, la Konzerthausorchester ha contrassegnato i tipici momenti berlinesi della musica nel 2017 con il motto "Tu sei Berlino. Noi siamo il suono." In un totale di 13 brevi video i musicisti hanno rivelato quello che suona la loro città su YouTube. La serie di video è stata accolta con entusiasmo in tutto il mondo e ha portato a un'ampia copertura mediatica. L'idea, il concetto e la sperimentazione della Konzerthausorchester sono stati premiati con il "German Award for Online Communication", "ADC Peaks" come miglior video di YouTube nel 2017 e finalista nel "Premio di Montreux". #klangberlins ha anche portato a casa il Golden Dolphin nella categoria "Webisodes" ai "Cannes Corporate Media & TV Awards".